# Plutarchia ecuadorensis
Plutarchia ecuadorensis är en ljungväxtart som beskrevs av J.L. Luteyn. Plutarchia ecuadorensis ingår i släktet Plutarchia och familjen ljungväxter. Inga underarter finns listade i Catalogue of Life.